# Ozeaneum

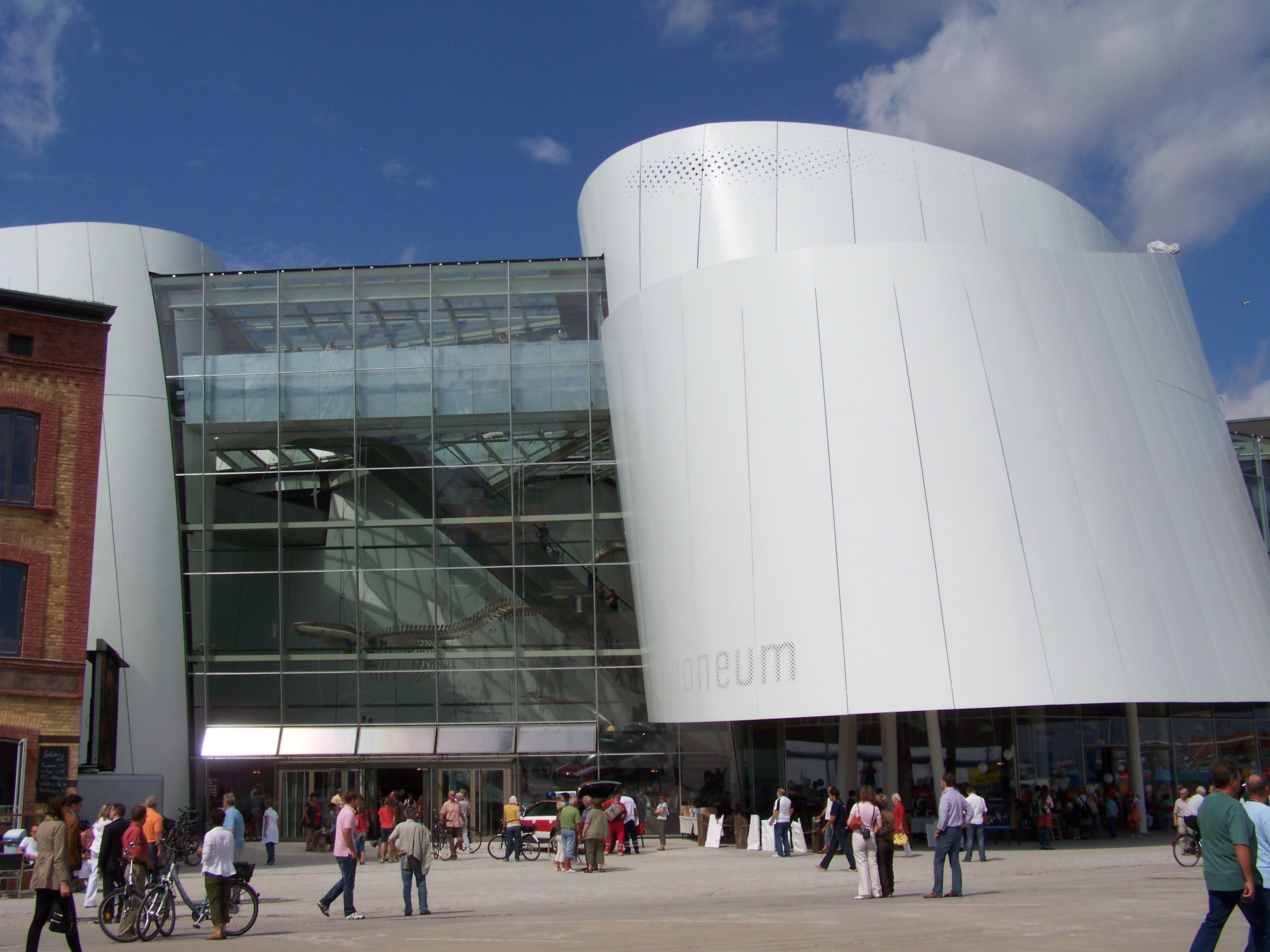
Entrée de l'Ozeaneum.

L'Ozeaneum est le plus grand musée de la mer d'Allemagne. Situé dans la ville de Stralsund, il a été récompensé par un prix environnemental suédois, l'International Environmental Award. Conçus pour accueillir un large public, les aquariums permettent d'aborder le monde sous-marin de façon vivante.